# Een ander zijn geluk
Pour plus de détails, voir Fiche technique et Distribution.
Een ander zijn geluk est un film belge réalisé par Fien Troch, sorti en 2005.

## Fiche technique
- Titre néerlandais : Een ander zijn geluk
- Titre international : Someone Else's Happiness
- Réalisation : Fien Troch
- Scénario : Fien Troch
- Photographie : Frank van den Eeden
- Musique : Peter Van Laerhoven
- Production : Jeroen Beker, Antonino Lombardo, Ludo Troch et Frans van Gestel
- Pays d'origine : Belgique
- Format : Couleurs
- Genre : drame
- Date de sortie : 2005

## Distribution
- Ina Geerts : Christine
- Johanna ter Steege : Ann
- Johan Leysen : Francis
- Natali Broods : Gerda
- Peter Van Den Begin : Mark
- Josse De Pauw : Inspecteur
- Viviane de Muynck : Moeder Christine
- Jan Decleir : Johnny De Flow